# Talniki (Kaliningrad)
Talniki (russisch Тальники, deutsch Waldau) ist ein verlassener Ort im Rajon Krasnosnamensk der russischen Oblast Kaliningrad.
Die Ortsstelle befindet sich in einer Flussschleife am Ostufer der Szeszuppe. Die nächstliegenden bewohnten Ort sind Kraineje (Juckstein) im Südwesten und Timofejewo (Wedereitischken/Sandkirchen) im Osten in jeweils etwa drei Kilometer Entfernung.

## Geschichte

### Überblick
Im Jahr 1929 entstand durch Zusammenlegung die Landgemeinde Waldau aus den Landgemeinden Dannenberg, Mikehnen und Weedern. Nachdem der Ort 1945 in Folge des Zweiten Weltkrieges an die Sowjetunion gefallen war, erhielt das ehemalige Weedern 1947 den russischen Namen Talniki. In der Folge wurde dann das gesamte Waldau mit Talniki bezeichnet.

### Dannenberg
54° 58′ 56,0″ N, 022° 15′ 37,0″ O
Im 18. Jahrhundert war Dannenberg ein Schatullort. 1874 wurde die Landgemeinde Dannenberg dem neu gebildeten Amtsbezirk Juckstein im Kreis Ragnit zugeordnet. 1909 gelangte die Gemeinde in den Amtsbezirk Wedereitischken.

#### Einwohnerentwicklung
| Jahr | Einwohner |
| ---- | --------- |
| 1867 | 51        |
| 1871 | 68        |
| 1885 | 44        |
| 1905 | 60        |
| 1910 | 57        |

### Mikehnen
54° 58′ 40,0″ N, 022° 14′ 44,0″ O
Im 18. Jahrhundert war Mi(c)kehnen ein adeliges Dorf, das vom Gut Juckstein aus verwaltet wurde. Im 19. Jahrhundert gab es neben dem nun Alt Mikehnen genannten Dorf die Kolonie Neu Mikehnen. 1874 wurden die beiden Landgemeinden Alt Mikehnen und Neu Mikehnen dem Amtsbezirk Juckstein zugeordnet. Um 1880 wurde Neu Mikehnen an Alt Mikehnen angeschlossen. Die vereinigte Landgemeinde hieß spätestens seit etwa 1900 (wieder) Mikehnen. Seit 1909 gehörte sie zum Amtsbezirk Wedereitischken.

#### Einwohnerentwicklung
| Jahr | Einwohner | Bemerkungen                             |
| ---- | --------- | --------------------------------------- |
| 1867 | 131       | In Alt Mikehnen: 89, in Neu Mikehnen 42 |
| 1871 | 139       | In Alt Mikehnen: 95, in Neu Mikehnen 44 |
| 1885 | 43        |                                         |
| 1905 | 62        |                                         |
| 1910 | 41        |                                         |

### Weedern
54° 59′ 03,0″ N, 022° 14′ 51,0″ O
Weedern war im 18. Jahrhundert ein meliertes Dorf. Auch die Landgemeinde Weedern gehörte seit 1874 zum Amtsbezirk Juckstein und seit 1909 zum Amtsbezirk Wedereitischken. Zur Unterscheidung vom ebenfalls im Kreis Ragnit gelegenen gleichnamigen Weedern im Kirchspiel Lengwethen trug der Ort den Zusatz Kirchspiel Budwethen bzw. nach 1902 den Zusatz Kirchspiel Wedereitischken.

#### Einwohnerentwicklung
| Jahr | Einwohner |
| ---- | --------- |
| 1867 | 129       |
| 1871 | 130       |
| 1885 | 154       |
| 1905 | 119       |
| 1910 | 106       |

### Waldau
Die Landgemeinde Waldau wurde 1929 eingerichtet und gehörte zum Amtsbezirk Wedereitischken im Kreis Tilsit-Ragnit. Der Ortsteil Weedern wurde nun mit Weedern (Waldau) bezeichnet. Der Ortsteil Mikehnen wurde 1938 in Micheln umbenannt.
1945 fiel der Ort in Folge des Zweiten Weltkrieges an die Sowjetunion.

#### Einwohnerentwicklung
| Jahr | Einwohner |
| ---- | --------- |
| 1933 | 235       |
| 1939 | 199       |

### Talniki
Im Jahr 1947 erhielt der Ortsteil Weedern den russischen Namen Talniki (talnik bedeutet Purpur-Weide) und wurde gleichzeitig dem Dorfsowjet Timofejewski selski Sowet im Rajon Krasnosnamensk zugeordnet. In der Folge wurde der gesamte Ort Waldau in Talniki mit einbezogen. Talniki wurde vor 1988 aus dem Ortsregister gestrichen.

## Kirche
Waldau gehörte zum evangelischen Kirchspiel Wedereitischken.